# Sybra stigmatica
Sybra stigmatica är en skalbaggsart som först beskrevs av Francis Polkinghorne Pascoe 1859.  Sybra stigmatica ingår i släktet Sybra och familjen långhorningar. Inga underarter finns listade i Catalogue of Life.